# 山口県道141号祖生通津停車場線
山口県道141号祖生通津停車場線（やまぐちけんどう141ごう そおつづていしゃじょうせん）は、山口県岩国市を通る一般県道である。

## 概要
岩国市周東町祖生からJR西日本山陽本線 通津駅に至る。

### 路線データ
- 起点：岩国市周東町祖生（国道437号交点）
- 終点：岩国市通津（JR西日本山陽本線 通津駅前）

## 歴史
- 1970年（昭和45年）4月1日 - 山口県告示第346号により認定される。
- 1972年（昭和47年）頃 - 現行の県道番号に変更される。
- 1994年（平成6年）3月29日 - 山口県告示第259号により山口県道127号通津停車場線が廃止されたため、名実ともに終点がJR西日本山陽本線 通津駅前になる[注釈 1]。
- 2006年（平成18年）3月20日 - 岩国市と玖珂郡の町村（和木町を除く）が対等合併して改めて岩国市が発足したことに伴い全線が岩国市域のみを通る路線にになる。

## 路線状況

### 重複区間
- 国道188号（岩国市長野・長野交差点 - 岩国市通津）

### 道路施設

#### 橋梁
- 長野2号橋（長野川、岩国市）

## 地理

### 通過する自治体
- 山口県
  - 岩国市

### 交差する道路
| 交差する道路            | 交差する場所 | 交差する場所 |
| ----------------------- | ------------ | ------------ |
| 国道437号               | 周東町祖生   | 起点         |
| 山口県道149号柳井由宇線 | 由宇町       |              |
| 国道188号 重複区間起点  | 長野         | 長野交差点   |
| 国道188号 重複区間終点  | 通津         |              |

### 交差する鉄道
- 山陽本線

### 沿線
- JR西日本山陽本線 通津駅